# Championnat de Slovénie de football 2023-2024
Navigation
2022-2023 2024-2025
La saison 2023-2024 du championnat de Slovénie de football est la trente-troisième édition de la première division slovène à poule unique, la PrvaLiga. Les 10 meilleurs clubs slovènes jouent les uns contre les autres à 4 reprises durant la saison, 2 fois à domicile et 2 fois à l'extérieur. À l'issue de la saison, l'avant-dernier joue un barrage de promotion-relégation et le dernier est directement relégué en D2.
Le NK Olimpija Ljubljana, tenant du titre, défend son titre de champion de Slovénie.

## Participants
| \| NK Maribor Olimpija Ljubljana NK Domžale NŠ Mura NK Celje NK Aluminij FC Koper NK Bravo NK Rogaška NK Radomlje \| Localisation des clubs engagés dans le championnat. |
| NK Maribor Olimpija Ljubljana NK Domžale NŠ Mura NK Celje NK Aluminij FC Koper NK Bravo NK Rogaška NK Radomlje                                                           |

### Les changements depuis la saison précédente
À l'issue de la saison 2022-2023 deux équipes ont été reléguées en deuxième division, le NK Tabor Sežana et le ND Gorica qui a échoué en barrage. Pour les remplacer, le champion de deuxième division NK Rogaška et le vainqueur du barrage le NK Aluminij.

### Liste des équipes
Légende des couleurs
- Premier tour de qualification de la Ligue des champions 2023-2024
- Deuxième tour de qualification de la Ligue Europa Conférence 2023-2024
- Premier tour de qualification de la Ligue Europa Conférence 2023-2024
- Promu de D2

| Club                  | Se maintient depuis | Classement 2021-2022 | Stade                           | Capacité théorique |
| --------------------- | ------------------- | -------------------- | ------------------------------- | ------------------ |
| NK Olimpija Ljubljana | 2009                | 1er                  | Stadion Stožice                 | 16 038             |
| NK Celje              | 1991                | 2e                   | Arena Petrol                    | 13 600             |
| NK Maribor            | 1991                | 3e                   | Stadion Ljudski vrt             | 12 435             |
| NK Domžale            | 2003                | 4e                   | Stadion Domžale                 | 3 100              |
| NŠ Mura               | 2018                | 5e                   | Stadion Fazanerija              | 3 782              |
| FC Koper              | 2020                | 6e                   | Stadion Bonifika                | 4 047              |
| NK Radomlje           | 2021                | 7e                   | Športni park Radomlje           | 700                |
| NK Bravo              | 2019                | 8e                   | ŽŠD Stadion                     | 2 468              |
| NK Rogaška            | 2023                | 1er (D2)             | Športnem centru Rogaška Slatina | 1 000              |
| NK Aluminij           | 2023                | 2e (D2)              | Kidričevo Sports Park           | 600                |

## Compétition

### Classement
Le classement est établi sur le barème de points classique (victoire à 3 points, match nul à 1, défaite à 0).
Pour départager les égalités, on tient d'abord compte du nombre de points en confrontations directes, puis de la différence de buts en confrontations directes, puis du nombre de buts marqués en confrontations directes, puis de la différence de buts générale et enfin du nombre total de buts marqués.
Le NK Rogaška est relégué administrativement en quatrième division slovène pour faute d'infrastructures bien qu'il ait acquis son maintien sportivement. Sa place en Coupe d'Europe est redistribuée dans le championnat.
| Rang | Équipe                  | Pts | J  | G  | N  | P  | Bp | Bc | Diff |
| ---- | ----------------------- | --- | -- | -- | -- | -- | -- | -- | ---- |
| 1    | NK Celje                | 79  | 36 | 24 | 7  | 5  | 60 | 39 | +21  |
| 2    | NK Maribor              | 67  | 36 | 19 | 10 | 7  | 67 | 35 | +32  |
| 3    | NK Olimpija Ljubljana T | 64  | 36 | 18 | 10 | 8  | 69 | 44 | +25  |
| 4    | NK Bravo                | 50  | 36 | 12 | 14 | 10 | 42 | 42 | 0    |
| 5    | FC Koper                | 48  | 36 | 12 | 12 | 12 | 51 | 49 | +2   |
| 6    | NŠ Mura                 | 43  | 36 | 11 | 10 | 15 | 42 | 55 | -13  |
| 7    | NK Domžale              | 43  | 36 | 13 | 4  | 19 | 52 | 60 | -8   |
| 8    | NK Rogaška P C          | 36  | 36 | 10 | 6  | 20 | 37 | 64 | -27  |
| 9    | NK Radomlje             | 33  | 36 | 7  | 12 | 17 | 33 | 51 | -18  |
| 10   | NK Aluminij P           | 31  | 36 | 8  | 7  | 21 | 37 | 71 | -34  |

Qualifications européennes
Ligue des champions 2024-2025
- 1er : premier tour de qualification

Ligue Europa 2024-2025
- 2e : premier tour de qualification

Ligue Conférence 2024-2025
- 3e : deuxième tour de qualification
- 4e : premier tour de qualification

Relégation en deuxième division
- 8e : relégation en quatrième division
- 9e : barrages de relégation
- 10e : relégation

Abréviations

### Résultats
| Résultats (▼dom., ►ext.)                                   | ALU | BRA | CEL | DOM | KOP | MAR | MUR | OLI | RAD | ROG |
| NK Aluminij                                                |     | 1-1 | 2-2 | 0-5 | 3-2 | 1-0 | 0-1 | 4-5 | 0-2 | 1-2 |
| NK Bravo                                                   | 2-0 |     | 0-2 | 3-2 | 0-3 | 2-1 | 2-0 | 4-2 | 0-2 | 2-0 |
| NK Celje                                                   | 1-3 | 2-1 |     | 3-1 | 2-0 | 2-0 | 5-0 | 0-1 | 1-0 | 2-0 |
| NK Domžale                                                 | 2-1 | 1-1 | 1-2 |     | 1-2 | 1-2 | 0-2 | 0-2 | 3-0 | 3-0 |
| FC Koper                                                   | 4-1 | 1-1 | 1-1 | 0-1 |     | 3-3 | 1-3 | 2-1 | 1-0 | 3-0 |
| NK Maribor                                                 | 1-0 | 2-1 | 0-1 | 1-1 | 0-1 |     | 3-1 | 3-1 | 3-1 | 2-1 |
| NŠ Mura                                                    | 1-0 | 1-1 | 0-2 | 2-3 | 2-2 | 0-0 |     | 1-3 | 0-2 | 3-1 |
| NK Olimpija Ljubljana                                      | 0-0 | 1-1 | 2-4 | 2-1 | 1-1 | 2-1 | 1-0 |     | 1-1 | 5-0 |
| NK Radomlje                                                | 0-2 | 1-2 | 0-4 | 3-1 | 1-1 | 0-4 | 1-1 | 0-2 |     | 1-3 |
| NK Rogaška                                                 | 0-1 | 2-0 | 0-4 | 1-2 | 0-1 | 2-2 | 0-2 | 0-2 | 1-1 |     |
| - Victoire à domicile - Match nul - Victoire à l'extérieur |     |     |     |     |     |     |     |     |     |     |

| Résultats (▼dom., ►ext.)                                   | ALU | BRA | CEL | DOM | KOP | MAR | MUR | OLI | RAD | ROG |
| NK Aluminij                                                |     | 1-1 | 1-3 | 1-3 | 1-2 | 0-2 | 2-0 | 0-4 | 1-1 | 0-1 |
| NK Bravo                                                   | 0-0 |     | 0-0 | 1-3 | 0-0 | 1-1 | 1-1 | 1-1 | 1-1 | 3-2 |
| NK Celje                                                   | 2-2 | 2-1 |     | 2-3 | 2-1 | 1-1 | 4-1 | 1-0 | 2-1 | 4-1 |
| NK Domžale                                                 | 2-0 | 1-3 | 2-1 |     | 1-0 | 1-1 | 3-5 | 1-3 | 1-1 | 0-1 |
| FC Koper                                                   | 2-1 | 0-0 | 1-3 | 3-1 |     | 1-1 | 2-1 | 2-4 | 0-1 | 1-2 |
| NK Maribor                                                 | 7-0 | 2-1 | 3-1 | 3-0 | 3-1 |     | 5-0 | 2-1 | 1-0 | 3-0 |
| NŠ Mura                                                    | 3-1 | 1-2 | 1-3 | 1-0 | 1-1 | 3-0 |     | 1-1 | 0-0 | 1-2 |
| NK Olimpija Ljubljana                                      | 5-0 | 0-1 | 1-1 | 1-0 | 3-2 | 1-2 | 0-0 |     | 2-2 | 2-2 |
| NK Radomlje                                                | 1-2 | 0-1 | 1-1 | 2-0 | 1-1 | 2-2 | 1-2 | 1-3 |     | 1-0 |
| NK Rogaška                                                 | 1-4 | 2-0 | 1-2 | 4-1 | 2-2 | 0-0 | 0-0 | 2-3 | 1-0 |     |
| - Victoire à domicile - Match nul - Victoire à l'extérieur |     |     |     |     |     |     |     |     |     |     |

### Barrage de promotion-relégation
À la fin de la saison, l'avant-dernier de première division affronte la deuxième meilleure équipe de deuxième division pour tenter de se maintenir. Cependant, la relégation administrative du NK Rogaška a remplacé un barrage par l'unique promotion du 2e de deuxième division slovène, le NK Nafta Lendava, qui aurait dû affronter le NK Radomlje
| Équipe                | Aller | Total  | Retour | Équipe           |
| --------------------- | ----- | ------ | ------ | ---------------- |
| NK Nafta Lendava (D2) | -     | ANNULÉ | -      | NK Radomlje (D1) |

Légende des couleurs
- Promotion en première division.
- Relégation en deuxième division.

## Parcours en coupes d'Europe
| Club                  | Compétition             | Résultats                       | Ultime(s) adversaire(s) | Ultime(s) adversaire(s) | Ultime(s) adversaire(s) |
| --------------------- | ----------------------- | ------------------------------- | ----------------------- | ----------------------- | ----------------------- |
| NK Olimpija Ljubljana | Ligue des Champions     | 3ème tour de qualification      | Galatasaray SK          | Galatasaray SK          | Galatasaray SK          |
| NK Olimpija Ljubljana | Ligue Europa            | Barrages de qualification       | Qarabağ FK              | Qarabağ FK              | Qarabağ FK              |
| NK Olimpija Ljubljana | Ligue Europa Conférence | Phase de groupe                 | LOSC Lille              | ŠK Slovan Bratislava    | KÍ Klaksvík             |
| NK Celje              | Ligue Europa Conférence | Barrage de qualification        | Maccabi Tel-Aviv FC     | Maccabi Tel-Aviv FC     | Maccabi Tel-Aviv FC     |
| NK Maribor            | Ligue Europa Conférence | Troisième tour de qualification | Club Bruges KV          | Club Bruges KV          | Club Bruges KV          |
| NK Domžale            | Ligue Europa Conférence | Premier tour de qualification   | Balzan FC               | Balzan FC               | Balzan FC               |

## Bilan de la saison
| Championnat de Slovénie de football 2023-2024                        |                       |
| Champion                                                             | NK Celje (2e titre)   |
| Coupes et trophées                                                   |                       |
| Vainqueur de la Coupe de Slovénie 2023-2024                          | NK Rogaška            |
| Qualifications continentales                                         |                       |
| Ligue des champions 2024-2025                                        | NK Celje              |
| Ligue Europa Conférence 2024-2025                                    | NK Maribor            |
| Ligue Europa Conférence 2024-2025                                    | NK Olimpija Ljubljana |
| Ligue Europa Conférence 2024-2025                                    | NK Bravo              |
| Promotions et relégations                                            |                       |
| Promus en Championnat de Slovénie de football                        | NK Primorje           |
| Promus en Championnat de Slovénie de football                        | NK Nafta Lendava      |
| Relégués en Championnat de Slovénie de football de deuxième division | NK Aluminij           |
| Relégués en Championnat de Slovénie de football de deuxième division | NK Rogaška            |